# Paulina Chapko
Paulina Chapko (sinh ngày 15 tháng 11 năm 1985 tại Nowy Sącz) là một diễn viên người Ba Lan. Cô là chị em sinh đôi với diễn viên Karolina Chapko.

## Tiểu sử
Paulina Chapko tốt nghiệp Học viện Nghệ thuật Sân khấu Quốc gia AST ở Kraków - Chi nhánh Wrocław vào năm 2008. Cô diễn xuất trên sân khấu tại Nhà hát Ba Lan ở Wrocław. Ngoài sự nghiệp diễn xuất trên sân khấu, cô còn là gương mặt xinh đẹp và tài năng trên màn ảnh. Với khả năng diễn xuất tự nhiên và vẻ đẹp tinh tế, Paulina Chapko được khán giả yêu mến qua hàng chục bộ phim điện ảnh và phim truyền hình Ba Lan. Trong đó, cô nổi tiếng với các phim như: Sala samobójców (2011), Oszukane (2013), 11 minut (2015), Ultraviolet (2017) và Wściekłość (2017).

## Thành tích nghệ thuật
Dưới đây liệt kê một số phim điện ảnh và phim truyền hình có sự góp mặt của Paulina Chapko:

### Phim điện ảnh
- 2007: Lekcje pana Kuki
- 2009: Polska nowela filmowa − Joanna
- 2010: Trzy minuty. 21:37
- 2011: Sala samobójców
- 2012: Offline − Kasia / Ania
- 2013: Oszukane − Magda Szarucka
- 2015: 11 minut − Anna Hellman
- 2017: Wściekłość − Edyta

### Phim truyền hình
- 2006: Plebania
- 2007: Biuro kryminalne
- 2008: Agentki − Viola Cudna
- 2008, 2010: Czas honoru
- 2008: Teraz albo nigdy! − Hania Gruziec
- 2010–2011: Ludzie Chudego − Kasia Chudiszewska
- 2010: Licencja na wychowanie − Paulina
- 2011: Głęboka woda
- 2011: Hotel 52 − Daria Pruska
- 2012, 2014: Galeria − Kasia Kossowska
- 2012–2014: Ojciec Mateusz
- 2015, 2017: Dziewczyny ze Lwowa − Kasia
- Từ năm 2015: Na Wspólnej − Elżbieta Marcinek
- 2016: Druga szansa
- 2016–2017: Przyjaciółki − Edyta Drzewiecka
- 2017: Ultraviolet − Regina Polańska
- 2017: Miasto skarbów − Lena Bagińska
- 2017: Lekarze na start − Lena Marczak
- Từ năm 2018: Nielegalni − Justyna Sokołowska